# فيديريكو هابركورن
فيديريكو هابركورن (بالإسبانية: Federico Haberkorn)‏ هو لاعب كرة قدم أرجنتيني في مركز الهجوم، ولد في 18 أغسطس 1994 في ميرلو في الأرجنتين. لعب مع فيليز سارسفيلد.

## وصلات خارجية
- فيديريكو هابركورن على موقع قاعدة بيانات كرة القدم.إي يو (الإنجليزية)
- فيديريكو هابركورن على موقع Soccerway.com (الإنجليزية)